# Max Brödel

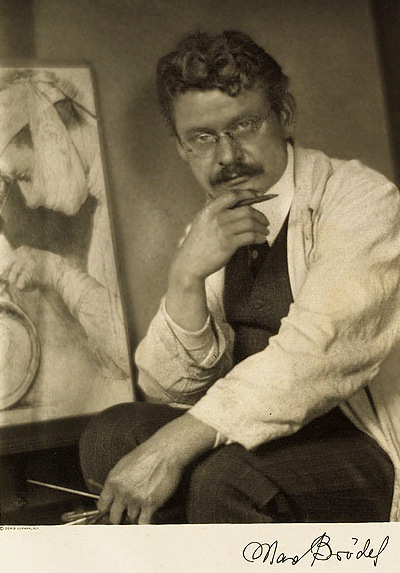
Fotografie Max Brödels von Doris Ulmann

Max Brödel (geboren 8. Juni 1870 in Leipzig; gestorben 26. Oktober 1941) war ein deutscher medizinischer Illustrator.
Er wurde Abschluss an der Akademie der bildenden Künste Leipzig, wurde er für Dr. Carl Ludwig tätig. Unter seiner Anleitung erlangte er ein solides Grundwissen der Medizin und wurde für seine detaillierten medizinischen Abbildungen bekannt. In den späten 1890ern wurde er zur Johns Hopkins School of Medicine in Baltimore berufen, um für Harvey Cushing, William Halsted, Howard Kelly und andere namhafte Klinikärzte zu zeichnen. Ihm ist die damals neuartige Kohlenstaub-Technik zu verdanken, welche für eine erhebliche Steigerung der Qualität und Genauigkeit bisheriger medizinischer Illustrationen sorgte. 1911 trat er den Vorsitz der ersten „Abteilung für Angewandte Kunst in der Medizin“ an. In der Johns Hopkins School of Medicine untergebracht, welche noch heute medizinische Illustratoren unterrichtet. Seine Schüler sind weltweit aktiv und haben weitere akademische Programme ins Leben gerufen.

## Biografie

### Frühes Leben und Ausbildung
Max Brödel wurde am 8. Juni 1870 in Leipzig als Sohn von Louis Brödel und Henrietta Frenzel geboren. Ab dem sechsten Lebensjahr nahm er Klavierunterricht und mit zwölf spielte er Beethoven. Neben der Musik war er generell künstlerisch geneigt. Mit 15 Jahren fing er an, seine Fähigkeiten an der Leipziger Akademie der bildenden Künste weiterzuentwickeln. In einem Programm für Malerei und Grafik erlernte er die künstlerischen Techniken, welche die Kunstausbildung des 19. Jahrhunderts reflektierten. Hauptaugenmerk war die Erstellung präziser und feiner Zeichnungen. Sein bestechlicher Blick für Details und seine Genauigkeit war einer der Fähigkeiten, für welche später seine Zeichnungen hochgelobt wurden. Während der Sommerzeit verdiente er sich mit Landschafts- und Figurzeichnungen ein Nebeneinkommen. Mit 18 wurde Brödel vom Physiologen Carl Ludwig angeheuert, den Gehirnkortex in 150-facher Vergrößerung zu zeichnen. Dies war seine erste Begegnung mit medizinischer Illustration, welche seine Karriere ein Leben lang prägen sollte.

### Privatleben

#### Ehe und Familie
Brödel wurde von Dr. Howard Kelly seiner zukünftigen Frau, Ruth Huntington, ebenfalls Künstlerin und medizinische Illustratorin vorgestellt. Als Absolventin in Zoologie und Botanik vom Smith College erhielt sie im Jahr 1900 ebenfalls die Einladung von Franklin P. Mall, als Teil der Hopkins’ Anatomie-Abteilung für Dr. Charles Bardeen zu illustrieren. Das Paar erkannte seine gemeinsamen Interessen in Musik und Kunst und heiratete am 31. Dezember 1902. Aus der Ehe gingen vier Kinder hervor: Elizabeth (geboren am 9. Oktober 1903), Ruth (geboren am 23. April 1905), Carl (geboren am 7. Juni 1908) und Elsa (geboren am 8. Februar 1911). Ruth erkrankte als Kind an Scharlach und starb am 1. Juni 1908. Elizabeth trat später in die Fußstapfen ihres Vaters und wurde medizinische Illustratorin für das New Yorker Krankenhaus, und Carl wurde Professor für Geologie an der Johns Hopkins University.
Für seine frohmütige, humor-liebende Art bekannt, wurde Brödel ein enger Freund von H. L. Mencken, ein amerikanischer Journalist und Satiriker. 1913 wurde er eingeladen, dem Saturday Night Club beizutreten, eine Gruppe Musiker und Intellektueller. In seiner Freizeit machte er Jagdausflüge im kanadischen Wald, angelte und spielte am Klavier. Außerhalb seines Berufs zeichnete er auch gelegentlich Szenen aus der Natur.

#### Karriere
Brödels künstlerisches Potential wurde, trotz seines fehlenden medizinischen Fachwissens, vom damals renommierten Klinikarzt Carl Ludwig erkannt und gefördert. Unter seiner Anleitung am Anatomischen Institut des Physiologischen Instituts der Universität Leipzig, wurde Brödel mit dem Zeichnen von detaillierten anatomischen und histologischen Übersichten. Durch akribische Beobachtung während vielzähliger Operationen und Autopsien verlieh Brödel seinen Arbeiten neben der topographischen Genauigkeit auch den bahnbrechenden Realismus in der Darstellung von Gewebe, unter Einbezug anatomischer Querschnitte. Eine weitere Innovation stellte die gezielte Anwendung der Perspektive dar, welche dem Betrachter den Blick durch die Augen des Operierenden ermöglichte. Einige seiner frühen Illustrationen waren u. a. auch für die Mediziner Spalteholz, His und Braune. Sein Netzwerk von medizinischen Kontakten erweiterte sich, nachdem er 1888 Franklin P. Mall des Johns Hopkins Hospital kennenlernte.
Brödels künstlerische Karriere wurde kurz durch einen Wehrdienst ab November 1890 unterbrochen. Durch die Schutzbefohlenheit durch Geheimrat Carl Ludwig, dem Prinz Georg von Sachsen, absolvierte Brödel sein erstes Jahr bewaffnet, das zweite hingegen mit künstlerischem Ziel für das Regiment. Ab seiner Rückkehr nach Leipzig führte er seine Spezialisierung in anatomischer und wissenschaftlicher Illustration freiberuflich fort. Während dieser Zeit, erwiderte er Malls Einladung, am Johns Hopkins Hospital zu illustrieren.

##### Karriere an der „Johns Hopkins University“
Brödel traf am 18. Januar 1894 an der Johns Hopkins University ein. Schon bald darauf erhielt er in der Kollegschaft Lob durch seine Anstellung bei Howard Kelly als Zeichner für Operative Gynäkologie. Durch seine bestechendes Auge für Detail und Realismus war er u. a. bei Anatom Franklin P. Mall sehr gefragt. Kurz darauf schlossen sich die beiden medizinischen Illustratoren Hermann Becker und August Horn ihm an, welche ebenfalls Absolventen der Leipziger Akademie der bildenden Künste waren. In Zusammenarbeit entstand so ein umfangreicher Katalog von Übersichts- und histologischen Diagrammen für die medizinischen Angestellten, u. a. William S. Halstead oder Thomas S. Cullen. Letzterer war es, der Brödels Vorschlag vorantrieb, Schüler für die medizinische Illustration gewinnen.

##### Zusammenarbeit mit Howard Kelly
Der Großteil Brödels Illustrationen wurden für den Chefarzt der Gynäkologie, Howard A. Kelly, während seiner Anstellung an der Johns Hopkins University angefertigt. Für dessen zweibändiges Textbuch Operative Gynäkologie, 1898 veröffentlicht, legte Brödel die Illustrationen an. Die Veröffentlichung der Bände brachte breites Lob und Anerkennung mit sich, festigte Kellys vorherrschende Rolle auf dem Gebiet der Gynäkologie und legte den Grundstein für Brödels Pionierarbeit in der medizinischen Illustration. Anschließend arbeitete Brödel an weiteren von Kelly verfassten oder mitverfassten Büchern mit, darunter solche über Erkrankungen der Nieren, der Harnleiter und der Blase, sowie an Kellys Zeitschriftenartikeln und Monografien.
Während des gesamten Illustrationsprozesses arbeitete Brödel unter enger Beratung mit Kelly zusammen, bevor die erste Skizze gezeichnet wurde. Im Anschluss führte Brödel akribisch unabhängige medizinische Nachforschungen durch und experimentierte, um die beste Methode zur Vermittlung von Informationen über komplexe Strukturen an medizinische Fachleute zu finden. Als Kelly beispielsweise einige anatomische Daten über die Blutversorgung der Niere benötigte, ging Brödel zu den Pathologischen Laboren, holte eine Niere aus den Autopsien und wusch sie aus, indem er sie mit einem Schlauch an den Wasserhahn anschloss. Dann füllte er die Arterien mit roter, die Venen mit blauer und den Harnleiter mit gelber Farbe. Mit Hilfe der Verdauungsmethode, die er bei Frank Mall im Labor von Carl Ludwig in Deutschland beobachtet hatte, konnte er verschiedene Abschnitte der Niere erkennen, die einem Baumzweig mit kleinen Äpfeln ähnelten, die die Glomerula der Niere darstellten. Brödel bemerkte auch einen avaskulären Bereich und schlug vor, bei der Suche nach Nierensteinen entlang dieser Linie zu schneiden. Er entwickelte das, was heute als „Brödelsche Naht“ bezeichnet wird, mit der eine prolabierte Niere repariert werden kann.

Brödels tieferliegende Philosophie wird am besten in seinen eigenen Worten beschrieben:
„Der Künstler muss zuerst den Bildinhalt aus jedem Winkel erfasst haben: anatomisch, topographisch, histologisch, pathologisch, medizinisch und chirurgisch. Von diesem gesammelten Wissen wächst ein mentales Bild von welchem sich ein Plan für die zukünftige Zeichnung kristallisiert. Ein klares und plastisches Geistesbild muss immer dem eigentlichen auf dem Papier vorangehen. Die Planung des Bildes ist somit der wichtigere Teil, nicht die Umsetzung.“
Er entwickelte eine Technik, bei der er jede medizinische Probe unter dem Mikroskop bei niedriger, mittlerer und hoher Vergrößerung (40x, 100x, 400x) untersuchte, um sich ein vollständiges Bild davon vor seinem geistigen Auge zu machen.
Zwei Monate vor seinem Tod schrieb er in einem Zeitschriftenartikel, „dass der Künstler seinen Gegenstand so gründlich kennen muss, dass er sogar die Augen schließen und ein geistiges Bild von großer Klarheit hervorzaubern kann“. Seine Betonung der anatomisch genauen Visualisierung vor der künstlerischen Umsetzung zeigte sich in seinen überaus lebensechten Darstellungen. Die nahtlose Umsetzung von medizinischem Wissen in seine Illustrationen ist seinem starken Forscherdrang zu verdanken. Brödel war sich der gewichtigen Rolle bewusst, die medizinische Illustrationen bei der Vermittlung der Komplexität und Funktionen anatomischer Strukturen für Medizinstudenten spielten, und bildete sich daher selbst durch das Studium medizinischer Texte, den Besuch von Vorlesungen und das Sezieren von Leichen weiter. In einem Bulletin an die Johns Hopkins University schrieb Brödel: „Keine Zeichnung wurde von mir ohne Originalstudium durch Injektion, Sektion, Schnellschnitt oder Rekonstruktion angefertigt.“ Weitere medizinische Fachgebiete, mit denen er sich intensiv beschäftigte, sind die Hals-Nasen-Ohren-Heilkunde, die Urologie und die Neurochirurgie.

##### Rückschläge

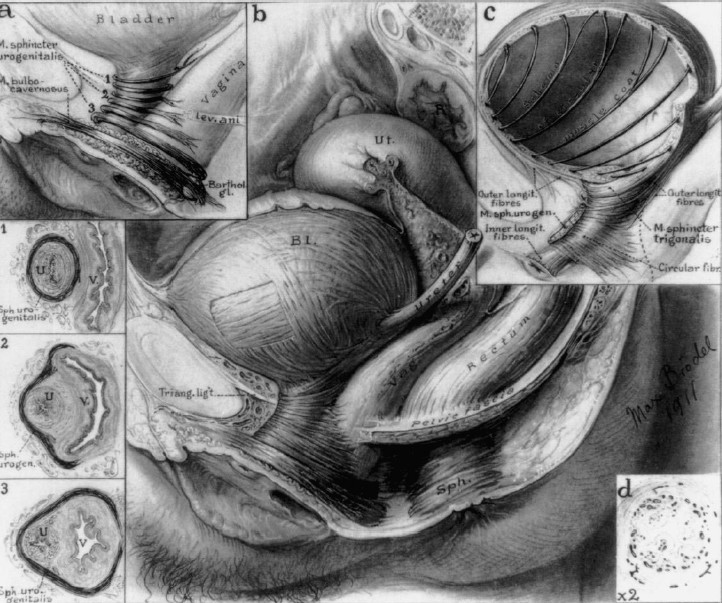
Illustration der Muskulatur der Blase und Harnleiters von Brödel

Am 24. März 1899 wurde bei Brödel eine Streptokokkeninfektion an Hand und Arm diagnostiziert, die durch unsachgemäße Handhabung anatomischer Präparate ohne Handschuhe verursacht worden war. Er benötigte mehrere Operationen an seinem linken Arm, darunter eine, um Nervenfasern vom Narbengewebe zu trennen. Diese Operationen wurden von William S. Halsted, Chefarzt der Chirurgie am Johns Hopkins Hospital, durchgeführt. Brödel nutzte diese Erfahrung und illustrierte und beschrieb seinen eigenen Gesundheitszustand und die daraus resultierende Taubheit seiner nicht dominanten linken Hand. Trotz der Ermutigung durch Halsted blieben diese Zeichnungen unveröffentlicht. Im Dezember 1904 erlitt Brödel schwere Verletzungen am Mittelfinger seiner rechten Hand. Ein anderer Johns-Hopkins-Arzt, John Miller Turpin Finney, konnte ihm helfen, seine normale Funktion wiederherzustellen, so dass Brödel seine künstlerischen und musikalischen Aktivitäten fortsetzen konnte.

##### Kriegsjahre
Mit dem Ausbruch des Ersten Weltkriegs erlebte Brödel Entfremdung und Desillusionierung inmitten antideutscher Stimmung in den Vereinigten Staaten, während sich der Gesundheitszustand seiner Mutter in Deutschland verschlechterte. Henriette Brödel starb am 2. November 1915, und Max Brödel wurde im Lauf der Jahre immer introvertierter. Er erkannte, dass er die Bedeutung und das Wachstum seines Ausbildungsprogramms für medizinische Illustration überschätzt hatte und hatte erwartet, dass es in einer Weise wachsen würde, die es nie tat. Brödels Programm wurde in den Kriegsjahren durch niedrige Studentenzahlen und die anhaltenden Probleme der mageren Bezahlung im Beruf des medizinischen Illustrators geplagt, wobei zwei seiner Schüler Angebote, mit Brödels ehemaligem Kollegen Harvey Cushing, jetzt an der Harvard Medical School, zu arbeiten, wegen der Gehaltsfrage ablehnten.

##### Tod
Brödel starb am 26. Oktober 1941 an Bauchspeicheldrüsenkrebs in Baltimore, Maryland. Etwa zwei Monate vor seinem Tod hatte er im Journal of the American Medical Association einen Artikel mit dem Titel Medical Illustration („Medizinische Illustration“) veröffentlicht. Dieser enthielt einen tieferen Einblick in seine lange Karriere im Gebiet der Illustration. Einige Monate nach seinem Tod wurde eine intensive Studie über das menschliche Ohr veröffentlicht, in der zwei der drei Zeichnungen von Brödel angefertigt worden waren und die dritte, die zum Zeitpunkt seines Todes noch vorläufige Skizzen enthielt, später von P. D. Malone fertiggestellt wurde.

## Nachlass

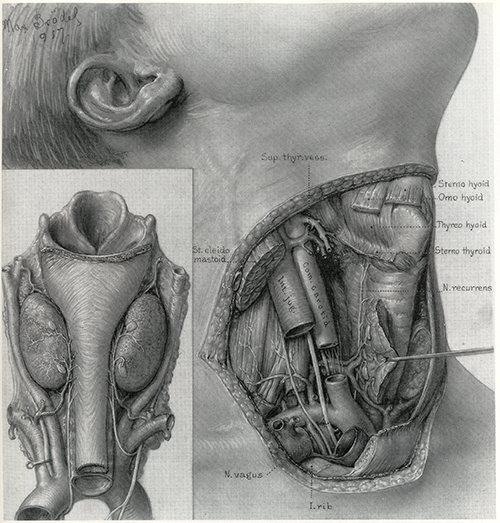
Chirurgische Anatomie einer Thyroidektomie-Prozedur, welche die Kohlenstaub-Technik Max Brödels demonstriert

### Kohlenstaub-Technik
Brödel wird die Entwicklung der Kohlenstaub-Technik für medizinische und wissenschaftliche Illustrationen zugeschrieben. Er war auf der Suche nach einem akzeptablen Medium, das die für lebendes Gewebe charakteristische Lebendigkeit und Detailtreue wiedergeben kann, und schaffte den Durchbruch mit Hilfe von ton-beschichtetem lithografischem Papier, mit dem sich realistische mehrdimensionale Darstellungen komplexer anatomischer Strukturen erstellen lassen. Der Staub wird durch Rasieren von Kohlestiften an abrasiven Oberflächen hergestellt und dann mit trockenen Pinseln auf strukturiertes, mit Kalk beschichtetes Papier aufgetragen. Die Kohlestaubtechnik erhöht die Tiefe und Dimension des Bildes, indem sie Glanzlichter, Schatten und Textur in Brödels Arbeit einbringt. Aufgrund der Beschränkungen des Schwarz-Weiß-Drucks und der Tatsache, dass sich mit Kohlestaub erstellte Kunstwerke relativ leicht nachdrucken lassen, war diese Technik für eine Vielzahl wissenschaftlicher Illustrationen bestens geeignet. Diese um 1900 populär gewordene Methode wird heute mit verschiedenen Materialien und Techniken angewandt, doch die gleichen Prinzipien werden auch heute noch verwendet. Der Grund dafür ist die Fähigkeit, eine bemerkenswerte Menge an feinen visuellen Details zu erfassen, sowie eine Brücke, die eine enge Zusammenarbeit mit Ärzten ermöglicht.

### Abteilung für angewandte Kunst in der Medizin
Im Jahr 1910 erhielt Brödel ein Angebot für eine Stelle an der Mayo Clinic. Der Gynäkologe und enge Freund von Brödel, Thomas S. Cullen, begann, Mittel für eine Abteilung zu beschaffen, in der Brödel am Johns Hopkins bleiben und die nächste Generation medizinischer Illustratoren mit den notwendigen Fähigkeiten und dem nötigen Hintergrund ausbilden konnte. Henry Walters, ein Finanzier, Philanthrop und Kunstsammler aus Baltimore, erklärte sich bereit, die Gründung dieser Abteilung zu finanzieren.
1911 wurde Brödel der erste Direktor der Abteilung für Kunst in der Medizin am Johns Hopkins. Sein Ziel war es, medizinische Illustratoren auszubilden, die mit Ärzten zusammenarbeiten sollten, um das Verständnis für die Funktionsweise des Körpers zu verbessern. Das Programm war das erste medizinische Illustrationsprogramm und zog sowohl Medizin- als auch Kunststudenten aus der ganzen Welt an.
In einem Artikel, der in der Septemberausgabe 1911 des Johns Hopkins Hospital Bulletin veröffentlicht wurde, legte Brödel seine Argumente für die Gründung der Abteilung dar: „Ihr Zweck ist es, die Kluft zwischen Kunst und Medizin zu überbrücken und eine neue Generation von Künstlern auszubilden, die in Zukunft medizinische Zeitschriften und Bücher illustrieren und ihnen die jahrelangen Versuche und Enttäuschungen ihrer autodidaktischen Vorgänger ersparen.“
Das Department of Art as Applied to Medicine ist nach wie vor für seine hervorragenden Leistungen im Bereich der visuellen Kommunikation in Wissenschaft und Medizin bekannt. Viele ehemalige Studenten der Abteilung für Kunst in der Medizin machten später einen großen Teil der Gründungsmitglieder der Association of Medical Illustrators aus, die 1945 ins Leben gerufen wurde. Zu den namhaften Künstlern, die stark von Brödel beeinflusst wurden, gehören die folgenden:
- Annette Smith Burgess wurde von Brödel am Maryland Institute College of Art unterrichtet und wurde die erste medizinische Illustratorin am Wilmer Eye Institute im Johns Hopkins.[19]

- Elizabeth Brödel war eine der Töchter von Max Brödel, die in der Frauenklinik des New Yorker Krankenhauses arbeitete und später die erste gewählte Schatzmeisterin der Association of Medical Illustrators wurde.[20]

- James F. Didusch war von 1911 bis 1913 der erste Schüler von Max Brödel und arbeitete bis zu seinem Tod 1955 als Illustrator für das Carnegie Institute of Embryology an der Johns Hopkins University.[21]

- Dorcas Hager Padget war eine autodidaktische Künstlerin, die von Max Brödel ausgebildet wurde, bevor sie für den Neurochirurgen Walter Dandy arbeitete und schließlich wissenschaftliche Forscherin an der Abteilung für Embryologie an der Carnegie Institution of Washington und später an der University of Maryland School of Medicine wurde.[22]

- Muriel McLatchie war eine weitere Schülerin von Max Brödel an der Johns Hopkins University. In den frühen 1930er Jahren ging sie nach Boston und gründete später eine Abteilung für medizinische Kunst am Massachusetts General Hospital. Sie gehörte auch zu den Gründungsmitgliedern der Association of Medical Illustrators.[20]

- Leon Schlossberg suchte nach seinem Abschluss am Baltimore City College und dem Studium der Arbeiten von Max Brödel am Maryland Institute College of Art die Betreuung durch Brödel. Von 1942 bis 1946 arbeitete er im Bethesda Naval Hospital und wurde dann Professor an der Johns Hopkins University, wo er bis zu seinem Tod 1999 anatomisches Zeichnen lehrte.[23]

Zu den Institutionen, die von Brödels Arbeit im Bereich der medizinischen Illustrationen beeinflusst wurden, gehören die Wilmer-, Brady-, Mayo- und Lahey-Kliniken, das American Museum of Natural History sowie die Universitäten von Yale, Minnesota, Rochester, Toronto und Tulane.

### Weiterführende Lehrbücher
- Howard A. Kelly: Operative Gynäkologie. 2 Bde. D. Appleton, New York 1898.
- Howard A. Kelly: Gynäkologie. D. Appleton, New York / London 1928.
- Howard A. Kelly: Medizinische Gynäkologie. Appleton, New York 1908.
- Howard A. Kelly, Elizabeth Herndon. The Vermiform Appendix and Its Diseases. („Der Wurmfortsatz und seine Krankheiten.“) In: The Indian Medical Gazette. 41, Nr. 2 (Februar 1906): S. 70–71.
- Howard A. Kelly, Charles P. Noble: Gynäkologie und Unterleibschirurgie. 2 Bde. W. B. Saunders, Philadelphia / London 1907.
- Howard A. Kelly, Thomas Stephen Cullen: Myome der Gebärmutter. Saunders, Philadelphia 1909.
- Howard A. Kelly, Charles Burnham: Erkrankungen der Nieren, Harnleiter und Blase. 2 Bde.

### Johns Hopkins Krankenhaus
1938 wurde ein Porträt von Brödel von dem Künstler Thomas C. Corner in den Hallen der Johns Hopkins University School of Medicine neben den Porträts der medizinischen Pioniere William Osler, William Stewart Halsted, Howard Atwood Kelly und William H. Welch ausgestellt. Diese Anerkennung wurde vom Vizepräsidenten des medizinischen Verlags W. B. Saunders, R.W. Greene, initiiert.

### Brödel-Archiv
Der Großteil von Brödels Illustrationen und sein unvollendetes Manuskript befinden sich in den Brödel-Archiven an der Johns Hopkins School of Medicine. Besucher und Forscher dürfen eine Auswahl seiner Werke mit Sondergenehmigung reproduzieren. Alle Arbeiten von Brödel für Howard A. Kelly und Thomas S. Cullen sind von 1 bis 989 nummeriert.